# Kischkeneköl
Kischkeneköl (kasachisch Кішкенекөл, russisch Кишкенеколь Kischkenekol; bis 1997 Қызылту Qysyltu) ist ein Dorf in Kasachstan. Der Ort ist das Verwaltungszentrum des Audan Uälichanow in Nordkasachstan.

## Geografie
Kischkeneköl liegt im Norden Kasachstans im Gebiet Nordkasachstan rund 30 Kilometer entfernt von der Staatsgrenze zu Russland. Der Ort liegt rund 120 Kilometer südlich von Omsk und knapp 250 Kilometer südöstlich von Petropawl.

## Bevölkerung
| Einwohnerentwicklung | Einwohnerentwicklung | Einwohnerentwicklung | Einwohnerentwicklung | Einwohnerentwicklung | Einwohnerentwicklung |
| 1959                 | 1970                 | 1979                 | 1989                 | 1999                 | 2009                 |
| -------------------- | -------------------- | -------------------- | -------------------- | -------------------- | -------------------- |
| 5.391                | 9.902                | 10.199               | 10.444               | 7.990                | 6.814                |

## Verkehr
Durch Kischkeneköl verläuft die kasachische Fernstraße A13, die von Kökschetau weiter östlich führt und bei Kischkeneköl die russische Grenze erreicht und von hier aus weiter nach Omsk führt.